# Mediazione familiare
La mediazione familiare è un intervento professionale rivolto alle coppie di genitori, finalizzato alla riorganizzazione delle relazioni familiari in presenza o in vista di separazione o di divorzio tramite un professionista specifico, il mediatore familiare, che aiuta la coppia a trovare accordi e fa da facilitatore nel dialogo e nel processo decisionale (decision making). 
Obiettivo centrale della mediazione familiare è il raggiungimento della co-genitorialità (o bigenitorialità), ovvero la salvaguardia della comune responsabilità genitoriale nei confronti dei figli.
La mediazione familiare è contemporaneamente uno dei quattro tipi fondamentali di ADR, ovvero alternative dispute resolution (risoluzioni alternative delle dispute), cioè dei modi di risolvere una disputa senza passare per il tribunale.
La mediazione familiare è una disciplina trasversale che utilizza conoscenze proprie alla sociologia, alla psicologia e alla giurisprudenza finalizzate all'utilizzo di tecniche specifiche quali quelle di mediazione e di negoziazione del conflitto.
Requisito indispensabile per intraprendere un percorso di mediazione familiare è l'assenza di conflitto giudiziale in corso. La mediazione familiare è infatti finalizzata al raggiungimento degli obiettivi definiti dalla coppia al di fuori del sistema giudiziario. Si ricorre a quest'ultimo (separazione e/o divorzio consensuale) solo per le omologhe di Legge degli accordi raggiunti. Tale tipologia di mediazione - che affianca gli aspetti emotivi a quelli più strettamente legali - è spesso definita anche mediazione globale.

## L'attività di mediazione familiare
Il mediatore familiare è un terzo imparziale rispetto alla coppia che ha l'obiettivo di sostenere la coppia stessa durante la fase della separazione e del divorzio. All'interno di questo spazio neutrale il mediatore familiare si propone dunque come una risorsa specifica - alternativa al sistema giudiziario - volta a favorire la negoziazione di tutte quelle questioni relative alla separazione o al divorzio.
La coppia è incoraggiata dal mediatore a strutturare gli accordi che meglio rispondono alle esigenze di tutti i componenti del nucleo familiare. La coppia diventa protagonista nella gestione del proprio conflitto ed indirizza le proprie risorse per trovare un dialogo il più possibile funzionale ai cambiamenti che si prospettano per tutta la famiglia.
Il mediatore familiare affronta sia gli aspetti emotivi (affidamento dei figli, continuità genitoriale, comunicazione della separazione al nucleo familiare, ecc.) che quelli più strettamente materiali (divisione dei beni, determinazione dell'assegno di mantenimento, assegnazione della casa coniugale, ecc.).
La mediazione familiare può essere esercitata all'interno di istituzioni pubbliche e private e attraverso l'attività libero professionale.

### A chi si rivolge l'intervento di mediazione familiare
La mediazione familiare si rivolge alla coppia - coniugata o convivente, con o senza figli, in fase di separazione o già separata o divorziata - con un'esigenza di modificare gli accordi in qualsiasi fase del processo di separazione. Può rivolgersi anche alle coppie di fatto o alle famiglie ricostituite, cioè ai due ex partner e ai rispettivi nuovi compagni, o semplicemente al singolo genitore dopo che la mediazione non sia risultata praticabile.
Si rivolge principalmente a coppie con figli, in quanto uno dei suoi obiettivi è la riorganizzazione delle relazioni familiari in un'ottica di continuità genitoriale con particolare riguardo all'interesse della prole.
Nel caso di coppie senza figli non è quindi corretto parlare di mediazione familiare tout court, ma è comunque possibile con esse applicare proficuamente tecniche di mediazione.

### Differenze con altri interventi rivolti alla famiglia
Spesso la mediazione familiare viene confusa con la terapia di coppia o con la terapia familiare. La mediazione familiare ha in realtà un obiettivo opposto a quello della terapia ovvero quello di favorire la separazione consensuale della coppia stessa. Inoltre, a differenza della terapia familiare, prevede obbligatoriamente la presenza di entrambi i membri della coppia. Da un punto di vista procedurale la mediazione familiare non esplora aspetti del passato della coppia, ma solo quelli presenti e orientati al futuro.
Rispetto alla consulenza legale - a cui può tuttavia essere integrata - la mediazione familiare non ha come obiettivo la cura degli interessi dei propri clienti, ma il raggiungimento di accordi condivisi.
| Mediazione familiare | Psicoterapia familiare                                         | Consulenza legale                                                            |
| --- | -------------------------------------------------------------- | ---------------------------------------------------------------------------- |
| È rivolta obbligatoriamente ad entrambi i membri della coppia | Può essere rivolta sia alla coppia che ai figli                | Può essere rivolta sia ad entrambi che al singolo                            |
| I figli possono partecipare nella fase di mediazione qualora il mediatore lo ritenesse opportuno incontrandoli singolarmente (in base all'associazione di categoria di formazione) | I figli possono partecipare                                    | I figli solitamente non partecipano                                          |
| Ha come obiettivo la separazione o il divorzio consensuale | Ha come obiettivo il miglioramento della dinamiche relazionali | Ha come obiettivo quello di rispondere agli interessi del cliente            |
| Intervento a breve termine | Intervento a medio e/o lungo termine                           | Intervento non definibile temporalmente                                      |
| Favorisce la comunicazione alla ricerca di un accordo | Cura, aiuta                                                    | Offre un parere legale e rappresenta il cliente presso gli organi competenti |

Schema 1 - Differenze tra mediazione familiare, psicoterapia familiare, consulenza legale

## La figura del mediatore familiare
Il mediatore familiare è un esperto nella gestione dei conflitti, è imparziale e non dà giudizi. Il suo compito consiste nell'aiutare la coppia a riaprire i canali di comunicazione interrotti dal conflitto. Ponendosi in una posizione neutrale, non giudica l'adeguatezza delle proposte dei genitori e non fornisce la soluzione ai problemi, ma si limita a favorire forme di cooperazione, stimolando i partner nell'esplorazione di soluzioni innovative e personalizzate. Grazie a tale clima positivo e idoneo alla collaborazione ed al rapporto empatico instaurato con la coppia, potrà accompagnare e sostenere ciascun genitore nella ridefinizione della propria identità personale e nella negoziazione delle questioni relative alla separazione, affinché essa avvenga nel modo più sereno possibile.

## Storia

### Nascita e diffusione
Il primo centro di mediazione familiare nasce nel 1974 ad Atlanta per opera dello psicologo e avvocato statunitense James Coogler. Nel 1975, sempre ad opera di Coogler, nasce la Family Mediation Association che offre un servizio di mediazione alle coppie in via di separazione o divorzio.
Nel 1978 Howard Irving attiva a Toronto il Toronto Conciliation Project e John Haynes, nel 1982, fonda l'Academy of Family Mediators negli USA.
Dagli Stati Uniti la pratica della mediazione familiare si diffonde fin dai primi anni ottanta anche in Europa. In Inghilterra - dove in realtà i primi programmi di mediazione si sono sviluppati autonomamente, in seguito alla trasformazione dei servizi di conciliazione, legati ai tribunali e originariamente finalizzati a riconciliare i coniugi in lite - la prima associazione (Family Mediators Association) nasce nel 1988 ed è del 1996 il Family Law Act, la Legge che riconosce l'importanza dell'intervento di mediazione familiare, tanto da prevedere obbligatoriamente - per tutte le controversie relative a questioni familiari che arrivano in Tribunale - almeno un incontro di mediazione.
La Francia nel 1996 si rende protagonista di un'importante riforma: il Nouveau Code de Procédure Civil prevede che il Giudice possa nominare un terzo soggetto che ascolti le due parti in causa al fine di trovare una soluzione concordata. Nel 2004 la mediazione familiare diventa un'attività complementare a quella del giudice.

### In Italia
Parallelamente alle prime esperienze francesi nel 1987 si costituisce a Milano l'associazione GeA (Genitori Ancora) con l'intento di divulgare la pratica della mediazione familiare.
Nonostante la sostanziale indifferenza sia del legislatore che degli organi giudicanti, nascono un po' in tutta Italia centri sperimentali di mediazione familiare cui fanno seguito le prime scuole per formare i futuri mediatori familiari.
Successivamente nascono alcune associazioni con l'intento sia di raggruppare i vari mediatori familiari sul territorio sia di diffondere la cultura della mediazione stessa. L'obiettivo è inoltre quello di definire - in assenza di una regolamentazione statale - alcuni criteri quali quelli formativi e deontologici.
In Emilia Romagna
La Regione Emilia-Romagna è l'unica in Italia nella quale il servizio pubblico di mediazione familiare è diffuso in modo capillare ed omogeneo su tutto il territorio regionale, accogliendo circa 1000 richieste all'anno. L'intervento, attivato nel 1994 inizialmente solo nelle città capoluogo, è completamente gratuito ed è collocato presso i Centri per le Famiglie (attualmente 32 in tutta la Regione). A partire dal 2002 l'attività di mediazione familiare in Regione è supportata e coordinata da un servizio appositamente istituito, CREDOMEF(Centro Regionale di Documentazione sulla Mediazione Familiare).

## Legislazione
Attualmente in Italia la mediazione familiare non è una professione regolamentata, non esiste cioè un organo istituzionale vigilante (come un Albo o un Ordine professionale) né dei requisiti minimi definiti dallo Stato per poterla esercitare. Solitamente viene praticata da figure professionali già strutturate - quali avvocati, psicologi, assistenti sociali.
Recentemente la Legge nº 54 dell'8 febbraio 2006 - modificando l'articolo 155 del Codice civile - ha introdotto alcuni importanti aspetti legali per la mediazione familiare con l'introduzione dell'affido condiviso. Tale Legge, la prima in Italia sull'argomento, è frutto dell'opera di mediazione del Prof. Marino Maglietta, presidente dell'associazione "Crescere Insieme", che dal 1993 si occupa da un punto di vista giuridico delle tematiche legate alla mediazione familiare e all'affido condiviso.
Benché la figura professionale del mediatore familiare non sia regolamentata, esistono alcuni corsi di formazione riconosciuti da Regioni ed erogati da agenzie formative accreditate, che rilasciano un attestato di qualifica professionale di "Esperto Mediatore Familiare".
Alcune Regioni italiane, attraverso lo strumento della Legge regionale, hanno istituito al proprio interno (generalmente presso l'Assessorato di riferimento ovvero quello alla Politiche Sociali) alcuni elenchi di professionisti in possesso di particolari caratteristiche.
Tali elenchi sono stati dichiarati illegittimi dalla Corte costituzionale, con la sentenza 131/2010, in quanto "in contrasto con il principio fondamentale in materia di regolamento delle professioni, in base al quale spetta esclusivamente allo Stato l'individuazione delle figure professionali con i e relativi profili e titoli abilitanti”.
Tali elenchi sono tuttavia da non confondere con Albi o Ordini professionali, che presentano criteri diversi e più rigorosi per l'accesso, in quanto la Mediazione Familiare rimane, appunto, una professione non regolamentata.